# Алтайський
Алта́йський (каз. Алтай) — село у складі Глибоківського району Східноказахстанської області Казахстану. Адміністративний центр та єдиний населений пункт Алтайської сільської адміністрації.
Населення — 1648 осіб (2021; 2104 у 2009, 2130 у 1999, 3524 у 1989).
Станом на 1989 рік селище мало статус селища міського типу, до 2024 року — селище.